# Yadosagashi
Yadosagashi (japanska: やどさがし, engelska: Looking For A Home) är en japansk animerad kortfilm från 2006. Den regisserades av Hayao Miyazaki och producerades på Studio Ghibli. Filmen är baserad på ett manus av regissören och släpptes först enbart vid Ghibli-museet.

## Handling
Det handlar om den Pippi Långstrump-liknande flickan Fuki som beger sig ut på färd med en stor ryggsäck, i jakt på ett nytt hus att bo i. På sin väg möter hon fiskar, insekter och en kami som liknar Totoro. 
Alla ljudeffekter i filmen är gjorda med mänskliga röster. Filmen innehåller nästan ingen talad japanska, utan berättas så gott som uteslutande med ljud- och konstnärliga effekter.